# Angelo Emo
Angelo Emo (Venezia, 3 gennaio 1731 – Malta, 3 marzo 1792) è stato un ammiraglio italiano.
Considerato l'ultimo grande comandante operativo della Marina della Repubblica di Venezia, è celebre per le sue campagne navali in Africa settentrionale, in particolare quelle condotte contro il bey di Tunisi Hammuda o Amurad, tra il 1784 e il 1786.

Stemma Emo

## Biografia

### Origini e gioventù
Angelo Emo nacque a Venezia il 3 gennaio 1731 dalla famiglia aristocratica degli Emo: il padre era Giovanni di Gabriele e la madre Lucia Lombardo. Frequentò il prestigioso collegio dei Gesuiti di Brescia, eccellendo nelle lettere, in filosofia e soprattutto nella letteratura latina, che fu sempre una sua grande passione fino al momento in cui il padre decise di richiamarlo a Venezia per affidarlo ai letterati Giovanni Battista Bilesimo, Jacopo Stellini e Carlo Lodoli.
Nel 1751 entrò nella Marineria veneziana in qualità di nobile di nave partecipando al suo primo viaggio in mare nello stesso anno; quattro anni dopo era già capitano di un vascello da guerra, distinguendosi nei doveri di scorta dei convogli mercantili contro i pirati barbareschi.
Nel 1758 fu incaricato di condurre una spedizione nell'oceano Atlantico di scorta a un convoglio di navi mercantili e di concludere un nuovo trattato commerciale con il Portogallo: durante la spedizione incontrò condizioni meteorologiche estremamente avverse tanto da rimanere confinato per due mesi lungo le coste e ottenne una grande popolarità quando divenne noto che, grazie alla sua attitudine al comando e alle sue abilità di navigazione, fu in grado di evitare il naufragio della sua nave, la San Carlo, nel corso di una lunga tempesta. 

### Cursus honorum

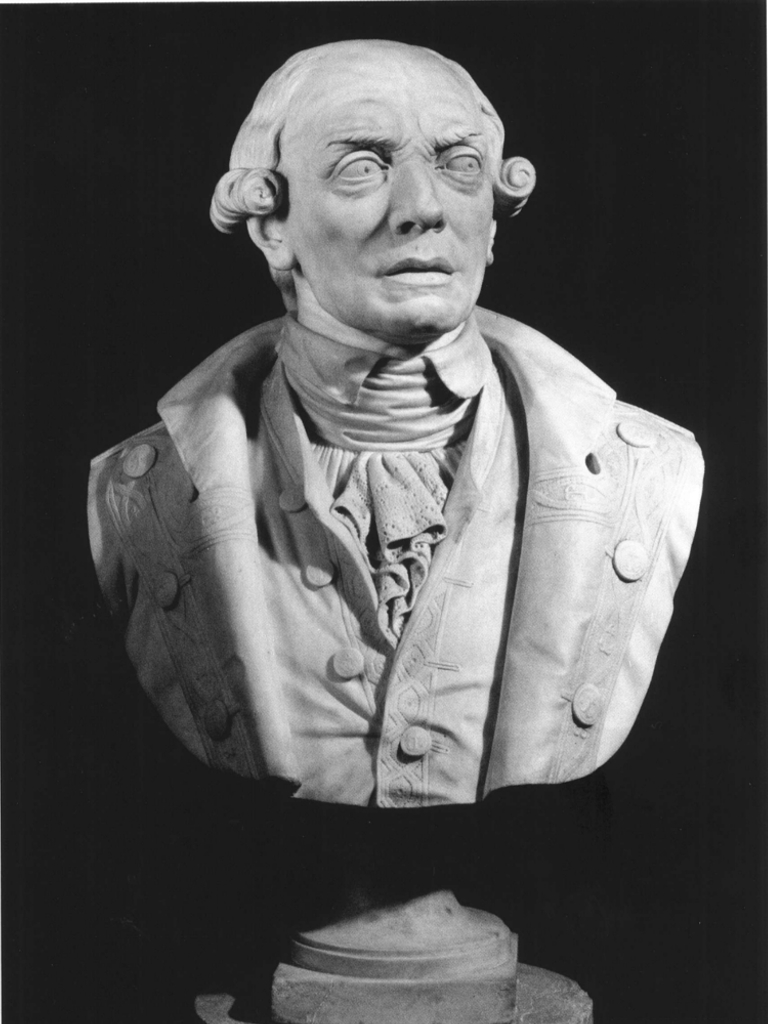
Busto di Angelo Emo, opera di Pietro Zandomeneghi (1862-1863)

Nel 1760 ottenne la nomina di Provveditore della Sanità ma già l'anno seguente fu inviato al comando di uno squadrone di una nave di linea e due fregate in una spedizione contro i pirati barbareschi che colpivano il naviglio veneziano. Fino al 1767 si alternò tra magistrature civili in Venezia e il comando militare contro i pirati. In qualità di Savio ed Esecutore alle Acque nel 1761 e 1762, commissionò un piano di recupero della laguna di Venezia che riuscì a portare a compimento in appena sei mesi. L'anno seguente fu promosso al rango di Patron delle Navi (equivalente al rango odierno di contrammiraglio) dell'Armata Grossa e nel 1767 costrinse il Bey di Algeri a concludere un trattato di pace favorevole per la Repubblica di Venezia: durante la campagna militare, a bordo della nave di linea da 74 Ercole, mostrò ancora una volta le sue qualità evitando un nuovo naufragio nel corso di una tempesta.
Il 12 giugno 1768 fu nuovamente promosso a Capitano Ordinario delle Navi e due anni dopo, all'arrivo della flotta russa nel Mediterraneo in occasione della guerra russo-turca del 1768-1774, condusse uno squadrone veneziano nell'Egeo allo scopo di proteggere gli interessi economici e commerciali della Serenissima e del Regno di Francia. Nel corso del conflitto, a seguito di un incremento delle attività dei corsari di Dulcigno, sottoposti al protettorato ottomano, Emo decise di portare la squadra nell'Egeo per punirli. Il 19 dicembre 1771, tuttavia, ancorò nel Golfo Laconico vicino alla spiaggia di Eleos, "[…] ancoraggio coperto da tutti i venti, tranne per quello di stro (Ostro o Mezzogiorno NdR).". Errore gravissimo e in realtà quasi incomprensibile per un ufficiale della cultura e dell'esperienza di Angelo Emo. Si scatenò una tempesta spinta proprio da vento di Ostro: il vascello da 74 Corriera Veneta e la fregata Tolleranza affondarono con quasi tutto l'equipaggio mentre Emo riuscì a stento a salvare la sua nave ammiraglia ordinando di tagliare gli alberi maestri.
Nel 1772 lasciò formalmente gli incarichi navali ed entrò nel Senato. Eletto numerose volte come censore, diede nuovo slancio alle manifatture di Murano; in qualità di Savio alle Acque nel biennio 1776-1778 promosse numerose opere di restauro dei canali e delle barriere attorno alla Laguna, lungo il fiume Brenta, la strada di Terraglio e il canale di Cava.
Nel 1775 fece parte della commissione incaricata di analizzare lo stato della marina militare e fu redattore del documento finale, intitolato Scrittura sul sistemare la marina da guerra in cui eravi il cav. Emo e dettata dal cav. Emo stesso: conscio delle deficienze della Marina e del ritardo ormai accumulato tanto nelle tecnologie costruttive quanto nella selezione, formazione, addestramento di equipaggi e, soprattutto, corpo ufficiali, nel documento propose numerose riforme prendendo a modello la marina inglese, ma quasi tutti i suoi suggerimenti restarono inascoltati. Il documento che, secondo il suo unico biografo, Federico Moro, è all'origine della pluriennale ostilità del potente Consiglio dei Dieci che lo porterà a una morte misteriosa.
Il 18 luglio 1778 fu di nuovo nominato Capitano Ordinario delle Navi conducendo una spedizione navale contro il Pascià di Tripoli che cercava di sfruttare a proprio vantaggio alcune potestà accordate dalla Serenissima ben oltre la propria giurisdizione: alla guida della fregata pesante Sirena Emo condusse una spedizione dimostrativa di fronte a Tripoli costringendo il Pascià a concludere un nuovo accordo di pace con la Repubblica. Il comando fu rinnovato per un ulteriore anno ma non svolse alcuna spedizione navale.
Nel 1779, in qualità di Savio alla Mercanzia patrocinò la riduzione del dazio sulla seta, l'apertura di nuovi uffici commerciali a Sebenico e il trasferimento del consolato veneziano in Egitto dal Cairo alla città portuale di Alessandria. L'anno seguente, quale Provveditore ai Beni Inculti, lanciò progetti di bonifica delle paludi dell'Adige attorno alla città di Verona secondo schemi e studi già tracciati da Zaccaria Betti ma l'iniziativa non fu attuata, stante la mancanza di fondi.
Tra il 1782 e il 1784 ricoprì il ruolo di Inquisitore all'Arsenale (direttore dell'Arsenale) che fu integralmente ristrutturato e iniziò la costruzione di nuovi vascelli secondo modelli importati da Regno Unito e Francia; introdusse la tecnica della laminazione del rame per ricoprire gli scafi dei vascelli, aumentò la produzione e migliorò la qualità del sartiame e delle vele e aumentò le retribuzioni degli ufficiali non nobili. Nel 1783 fu il negoziatore capo per la Repubblica nelle trattative con l'Impero asburgico per la libertà di navigazione in Istria e Dalmazia.

### Spedizione contro Tunisi
Pur vivendo in un'epoca di relativa pace per la Repubblica, dovuta anche alla consapevolezza veneziana della progressiva riduzione della sua capacità di azione, ebbe l'occasione di mettersi in evidenza dal punto di vista bellico sotto il dogado di Paolo Renier.
Nel 1784 il Bey di Tunisi, a seguito della distruzione di una nave veneta contenente beni tunisini per mano dei Cavalieri di Malta, decise di dichiarare guerra alla Serenissima. Il 6 marzo dello stesso anno, Emo fu nominato Capitano Straordinario delle Navi e inviato alla testa di una squadra composta dalle navi di linea Fama, Forza e Palma, dalle fregate Concordia, Sirena, Brillante, Pallade e Venere, dallo sciabecco Tritone e dalle navi Distruzione e Polonia, dalla galiota Esploratore e infine dalla nave ospedale Cavalier Angelo; ulteriormente rafforzata dalla nave di linea Concordia e dagli sciabecchi Cupido e Nettuno (in sostituzione del Tritone) la flotta veleggiò verso la Tunisia il 12 agosto.

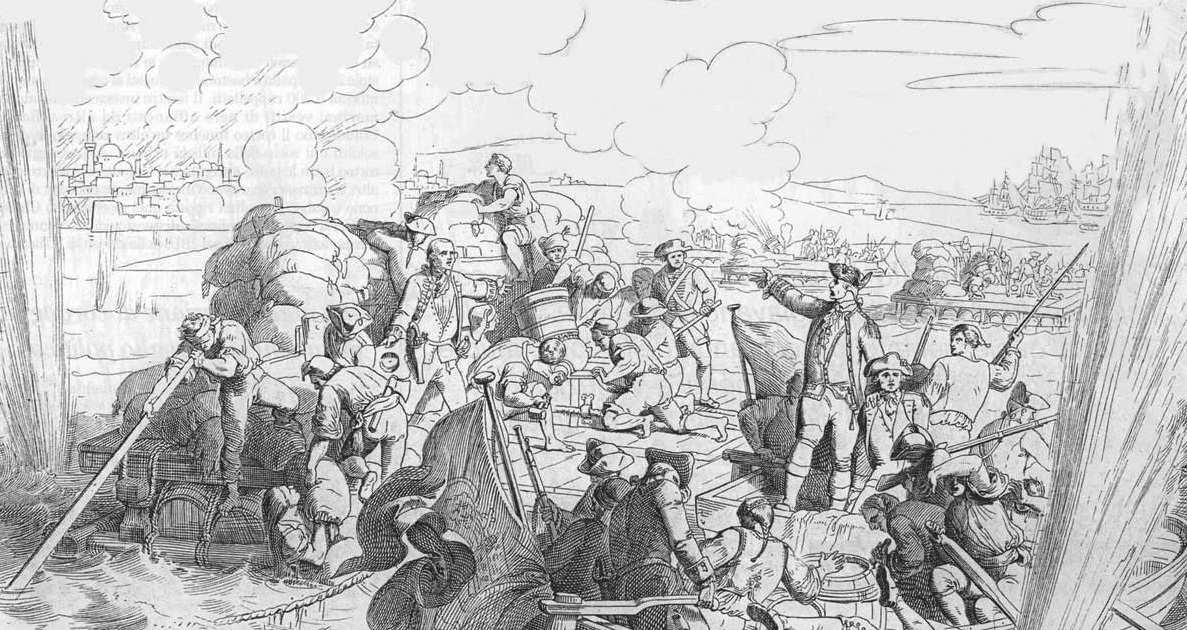
Angelo Emo bombarda la città di Sfax con le batterie galleggianti, da una stampa ottocentesca di Giuseppe Gatteri.

Il 1º settembre raggiunse Capo Cartagine, a cinque miglia da Tunisi: nel corso dei successivi tre anni bombardò ripetutamente le città di Sousse (5 ottobre, per tre notti nell'aprile 1785 e dal 26 settembre al 6 ottobre 1787), Biserta (dal 30 maggio al 10 agosto 1787), Sfax (15–17 agosto 1785, 6, 18 e 22 marzo, 30 aprile e 4 maggio 1786) e La Goletta (1, 3, 5 e 9 ottobre 1788) ove sperimentò le batterie galleggianti già usate dai franco-spagnoli contro gli inglesi nell'assedio della Rocca di Gibilterra del 1782, le quali, grazie al basso pescaggio, riuscirono ad arrivare vicini all'imbocco dei porti massimizzando i danni.
Nel corso delle operazioni causò gravi danni alle città e alla marina tunisina ivi confinata e richiese al Senato l'invio di un corpo di spedizione di 10000 uomini per conquistare Tunisi. La richiesta fu, tuttavia, respinta e la Repubblica negoziò un trattato di pace con il Bey il quale fu costretto a ridurre i dazi per i veneziani dal 7% al 4% dietro versamento di una somma di 40000 zecchini. Nel corso della spedizione, il 28 maggio 1786, Emo fu eletto al prestigioso titolo di Procuratore de Ultra della Basilica di San Marco.
Il trattato non durò a lungo ed Emo, nell'inverno del 1790, fu nuovamente nominato Provveditore Generale da Mar con l'incarico di condurre uno secondo squadrone alla volta di Tunisi. La spedizione, nonostante i gravi danni provocati alle città barbaresche, non indusse gli avversari alla resa ed Emo cedette il comando al suo luogotenente, Tommaso Condulmer per rientrare a Venezia.

### Morte e lascito

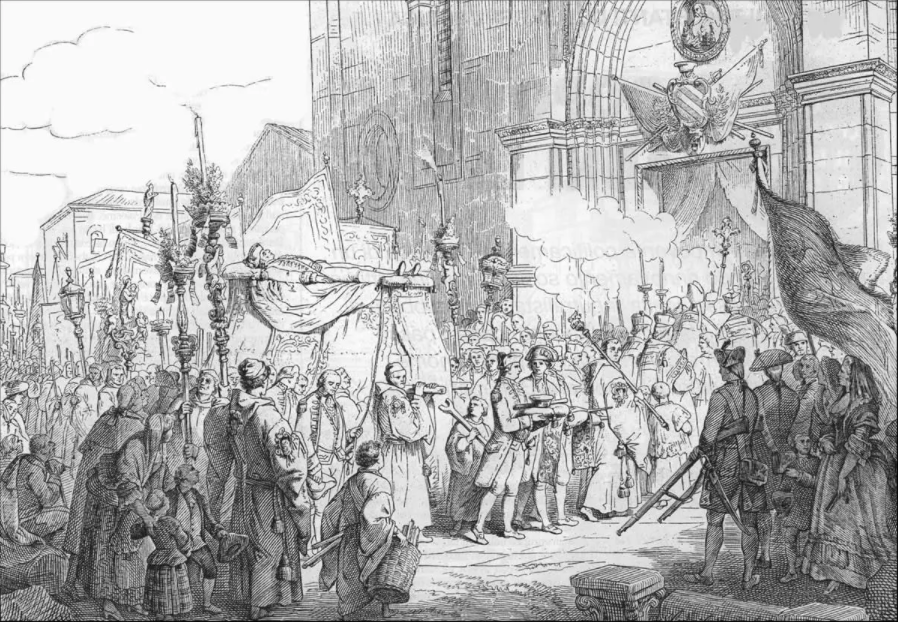
Funerali di Angelo Emo a Venezia. Stampa ottocentesca di Giuseppe Gatteri.

Durante il viaggio di ritorno a Venezia, Angelo Emo secondo la versione ufficiale si ammalò di pleurite e morì improvvisamente a Malta il 3 marzo 1792; ma secondo una voce che subito circolò a bordo delle navi e che il suo aiutante, conte Jacopo Parma, si sentì in obbligo di smentire in forma di libro perché lo coinvolgeva in modo diretto, finì avvelenato su probabile ordine segreto del Consiglio dei Dieci: la causa era da ricercare nelle sue posizioni politiche favorevoli a una radicale riforma politica della Serenissima. Fu sepolto con grandi onori dai suoi marinai, che lo avevano sempre stimato, nella chiesa di San Biagio. Appena due anni dopo la morte il governo veneziano commissionò a Canova un monumento funebre per la sala d'armi dell'Arsenale, oggi visibile nel Museo storico navale. Il Torretto ne scolpì la tomba per la cappella di famiglia nella chiesa dei Servi, trasferito dopo la demolizione di questa nella chiesa dell'ordinariato militare di San Biagio.
(Alvise Zorzi, La Repubblica del Leone)
Non si sposò mai, né ebbe figli. Divenne noto per il suo carattere orgoglioso e rigido: durante una delle sue visite a Malta, al comando di una squadra veneziana, per il suo comportamento definito "altezzoso", venne affrontato e insultato sul cassero della sua ammiraglia, la fregata grossa da 64 cannoni Fama, da 19 cavalieri; la sua reazione fu di ritenere il fatto "un affronto alla Serenissima" e, come tale, richiese una punizione esemplare al Gran Maestro del Sovrano Ordine Militare di Malta, Emmanuel de Rohan-Polduc; di conseguenza, due cavalieri vennero condannati a 20 anni di carcere e gli altri espulsi dall'Ordine e dall'isola.
Emo è considerato uno dei grandi ammiragli della storia navale veneziana e la Regia Marina gli ha intitolato due sommergibili: uno della classe Pietro Micca del 1919 e uno della classe Marcello del 1938.

### Periodici
- Alain Blondy, Au crépuscule de Venise et de l'Ordre: les funérailles de l'amiral Angelo Emo (1731-1792) à Malte, Bulletin de la Société d'histoire et du patrimoine de l'Ordre de Malte, 25, 2011, 49-57.
- Paolo Cau, Gli ultimi 15 anni della Marina Veneta nei documenti dell'Archivio di Stato a Cagliari (PDF), in Le armi di San Marco, Verona, Storia Italiana di Storia Militare, 2011.
- Paolo Del Negro, La politica militare veneziana nel 1796-1797, in Le armi di San Marco, Verona, Storia Italiana di Storia Militare, 2011.
- Guido Ercole, La batteria galleggiante “Idra”, in Storia Militare, n. 264, Parma, Ermanno Albertelli, settembre 2015.